# CA da Trofa
CA de Trofa är en volleybollklubb (damer) från Trofa, Portugal. Klubben bildades 2004 och har vunnit portugisiska mästerskapet fem gånger (2004/2005 och 2006-2010) och har även vunnit portugisiska cupen fyra gånger (2004-2007 och 2009/2010).